# 朱紳增
会昌王朱紳增（？—17世纪），明朝会昌王朱縉㨏的庶长子，在朱縉㨏死后袭封。崇祯十六年（1643年），张献忠攻陷兰州，杀肃王朱識鋐，朱紳增下落不明。